# Депайва, Кэсси
Кэсси Депайва (англ. Kassie DePaiva; род. 21 марта 1961, Морганфилд, Кентукки) — американская актриса мыльных опер. Она наиболее известна благодаря своей роли злодейки Блэр Крамер в дневной мыльной опере «Одна жизнь, чтобы жить», которую она играет с 1993 года. Она играла роль вплоть до января 2012 года, когда шоу было закрыто, а в 2013 году вновь вернулась в одноименном недолго просуществовавшем сериале-возрождении. В 2014 году она присоединилась к мылу «Дни нашей жизни».
Депайва родилась в Кентукки и училась в Индианском университете, а после в Калифорнийском университете. В 1986 году она получила роль в мыльной опере «Направляющий свет», а после дебютировала на большом экране в фильме «Зловещие мертвецы 2», а после оставалась приверженной дневным мыльным операм.
За роль в «Одна жизнь, чтобы жить» Депайва в 2005 году номинировалась на Дневную премию «Эмми» за лучшую женскую роль, а ранее четырежды выдвигалась на приз «Дайджеста мыльных опер». С 1996 года она замужем за актёром мыльных опер Джеймсом Депаива, с которым снималась в «Одна жизнь, чтобы жить».

## Мыльные оперы
- Направляющий свет (октябрь 1986 — январь 1991)
- Главный госпиталь (27 ноября — 3 декабря 2012)
- Одна жизнь, чтобы жить (декабрь 1993 — январь 2012, апрель 2013 — август 2013)
- Дни нашей жизни (2014 —)